# Tucker Corporation
Tucker Corporation — колишня американська автомобілебудівна компанія, що виробляла автомобілі з 1947 по 1949 рік. Штаб-квартира компанії знаходилась у Чикаго.

## Історія компанії

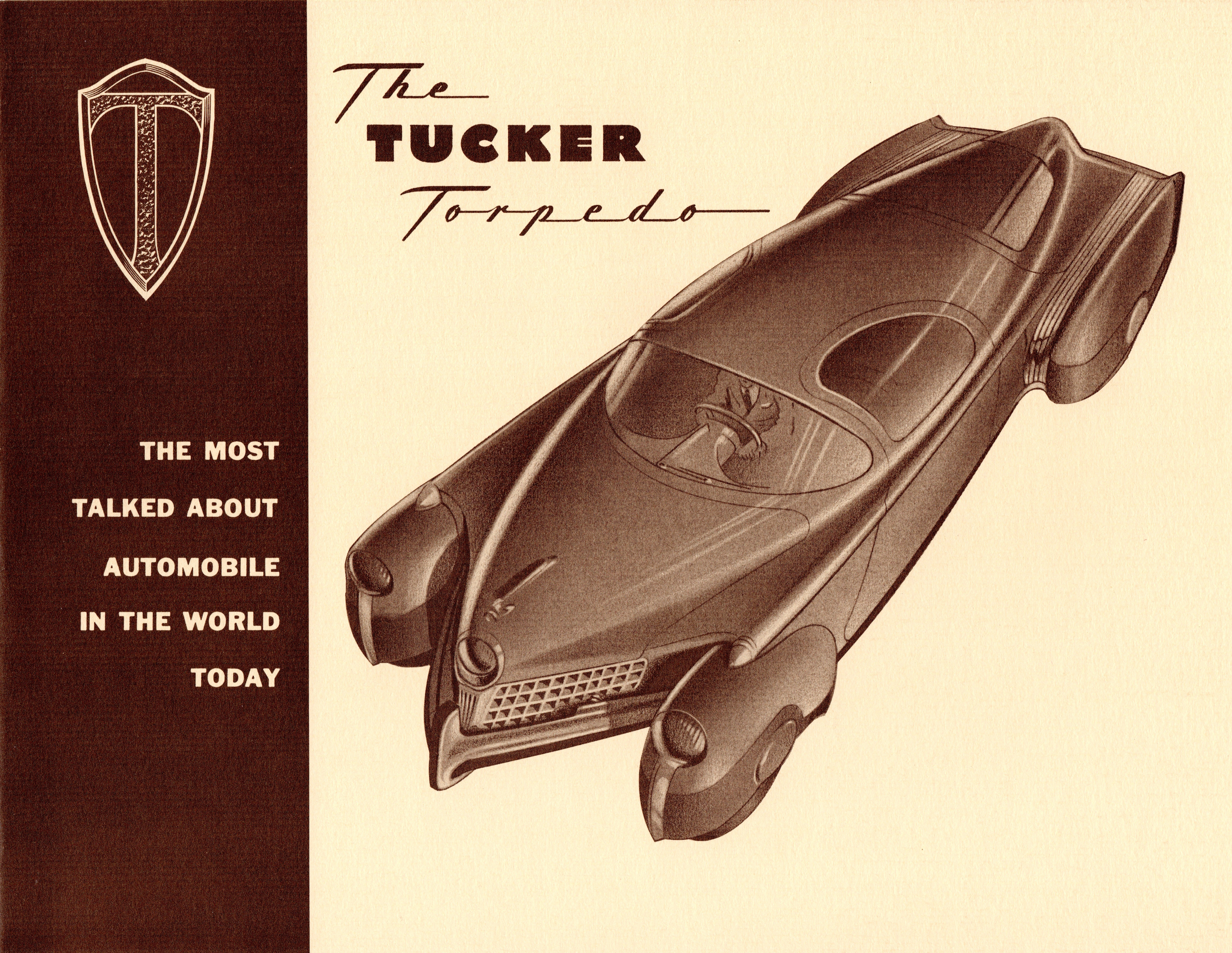
Рекламна брошура автомобіля Tucker 48

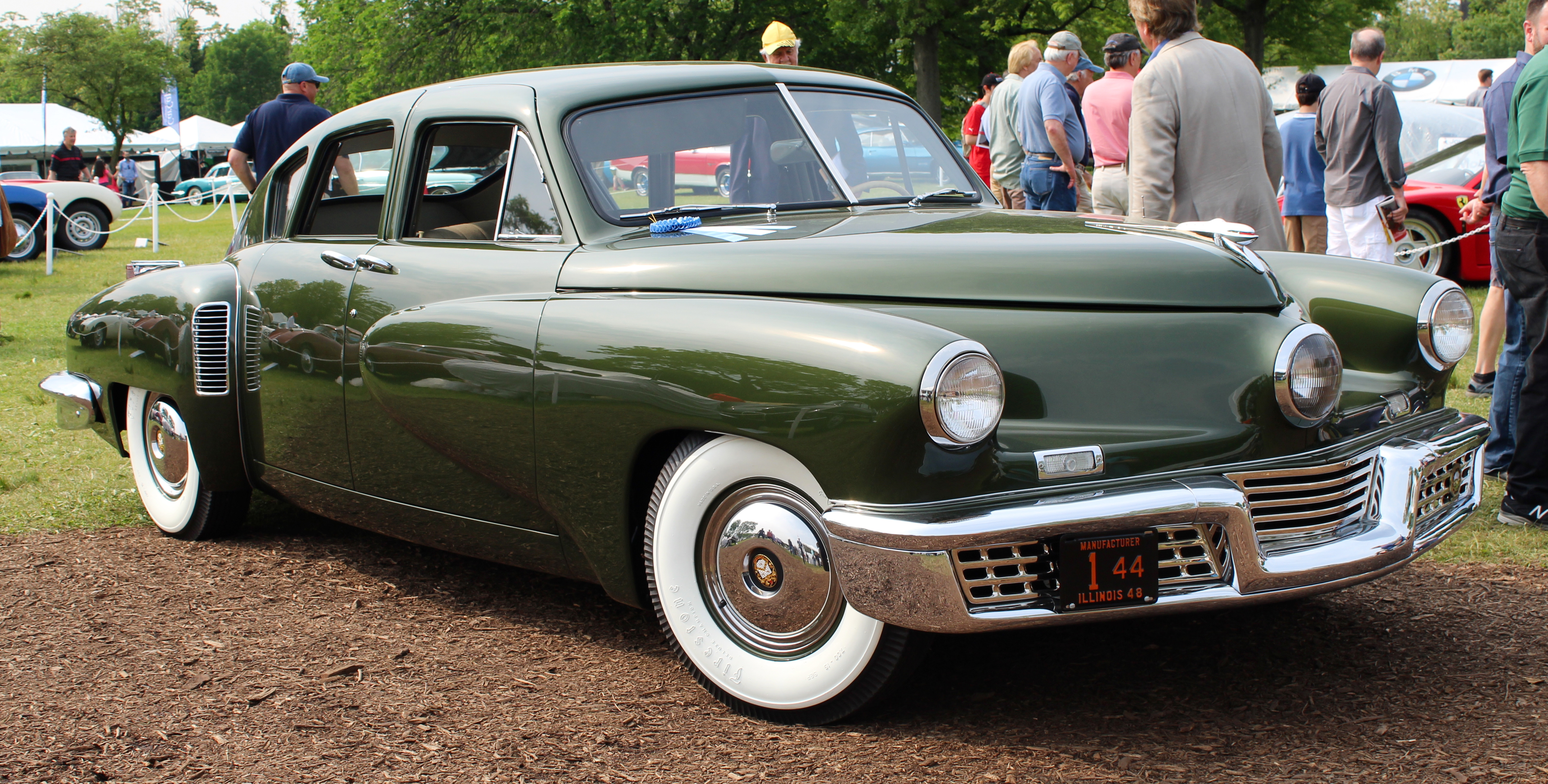
Tucker 48

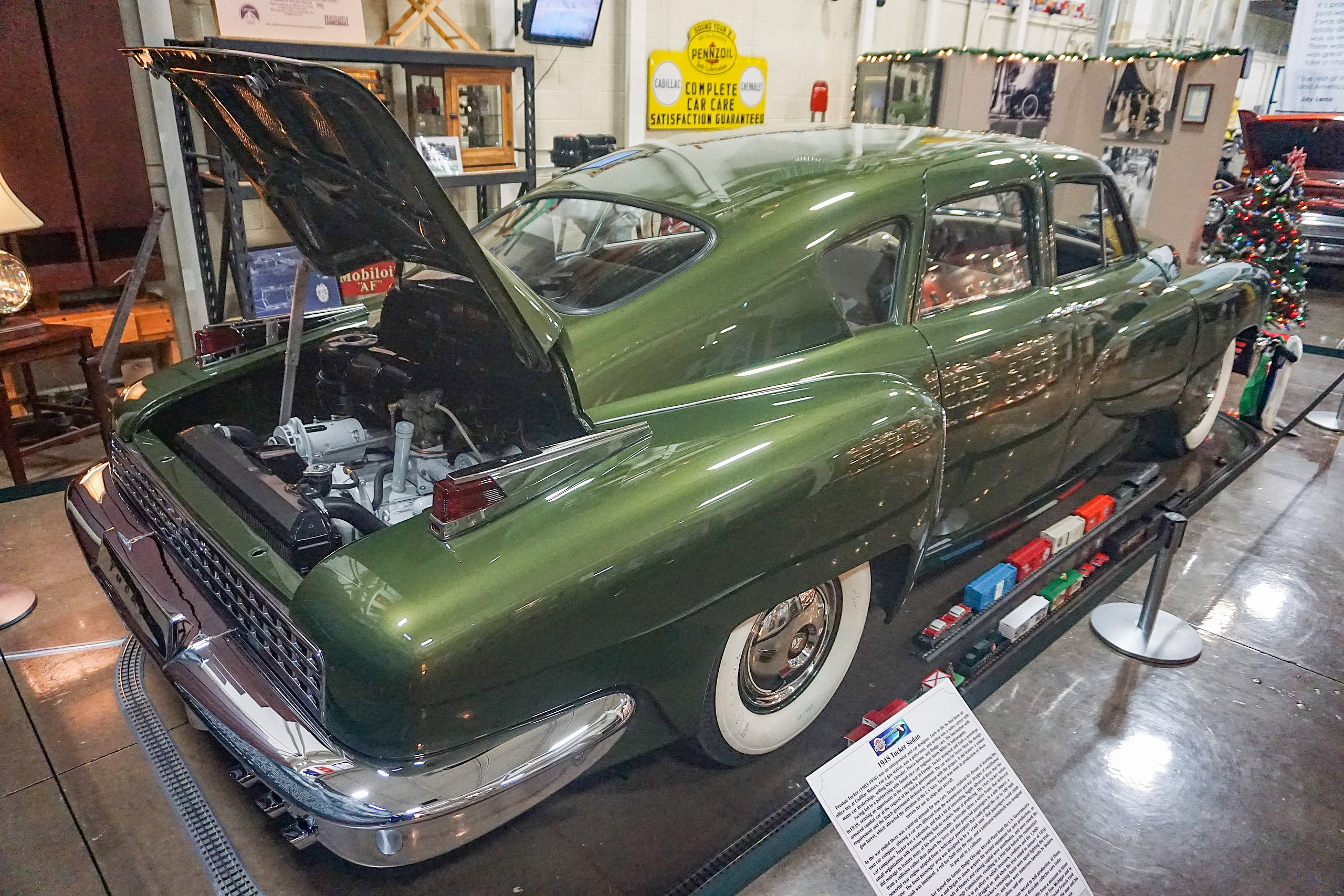
Tucker 48 в

Tucker Corporation, було засновано у 1946 році американським інженером та підприємцем Престоном Томасом Такером (1903—1956).
Під час війни усі автомобільні заводи США було переорієнтовано на виробництво військової техніки, а після закінчення війни заводам довелось виробляти автомобілі довоєнних моделей, так як на розробку та запуск у виробництво принципово нового автомобіля потрібні були значні капіталовкладення. Крім того, у США на той час був надлишок автомобілебудівних заводів.
Проте американці хотіли автомобіль сучасний, красивий і водночас недорогий. Тоді за розробку саме такого автомобіля ще до закінчення війни взявся Престон Такер. У минулому він уже мав досвід у автомобілебудуванні — до війни він разом із Гаррі Міллером розробляв гоночні автомобілі, а під час війни виконав проєкт швидкохідного бронеавтомобіля із кулеметною баштою.
Але цього разу він мав створити дещо інше — сучасний автомобіль для широких мас. І він зробив цей автомобіль — це був Tucker 48, в народі названий «Tucker Torpedo». До проєкту було залучено відомого автомобільного дизайнера Джорджа Лоусона (George S. Lawson). У грудні 1946 року Лоусон звільнився з компанії після розбіжностей з Престоном Такером, і невдовзі після цього був прийнятий на роботу стиліст Алекс Тремуліс з місцевої чиказької дизайнерської фірми Tammen & Denison, який продовжив розвиток дизайну Лоусона. Такер уклав з Tammen & Denison та Тремулісом тримісячний контракт, термін дії якого закінчився в березні 1947 року і не був продовжений. Кульмінацією зусиль Тремуліса на цьому етапі розробки проєкту стала повносторінкова реклама, опублікована в численних національних газетах у березні 1947 року. Одночасно з відходом Тремуліса, Престон Такер найняв команду з п'яти дизайнерів (Рід Вімейстер, Бадд Штайнхілбер, Такер Мадавік, Гел Бергстром та Філіп Іган) з нью-йоркської дизайнерської фірми J. Gordon Lippincott, які оновили дизайн Тремуліса так само, як Тремуліс зробив з дизайном Лоусона.
Автомобіль став проривом у автомобілебудуванні того часу. Він мав ремені безпеки, панель приладів, оброблену тканиною. Опозитний шестициліндровий двигун, що розташовувався ззаду, був оснащений системою впорскування палива. Крім цього у автомобіля було спереду три фари — дві з боків і одна в центрі. Ця третя фара розташовувалась посередині, так вона ще й поверталася разом із передніми колесами, щоб краще освітлювати дорогу у поворотах.
Після розробки автомобіля уряд видав Такеру великий кредит на виробництво такого автомобіля. Він викупив колишній авіаційний завод Dodge у Чикаго, і на ньому почав виробництво нової машини. Але весь цей проект не сподобався Великій детройтській трійці (Chrysler, Ford, General Motors) і на нього подали до суду нібито за біржове шахрайство. Такера згодом виправдали, проте, витративши гроші на суди та адвокатів, він виявився банкрутом.
Tucker Corporation була оголошена банкрутом у 1951 році. За весь час виробництва було виготовлено лише 51 автомобіль.
Згодом Такер поїхав до Бразилії й намагався налагодити там виробництво автомобілів під маркою «Tucker-Carioca» з привозних машинокомплектів, але задум виявився невдалим. Повернувшись до США, Престон Такер захворів на запалення легень і помер 26 грудня 1956 року.

## У мистецтві
- х/ф Ф. Кополли «Такер: Людина і його мрія» (1988)